# Ana Catalina Soberanis
Ana Catalina Soberanis Reyes (Guatemala de la Asunción, 14 de noviembre de 1948) es una abogada, política y consultora en derecho y ciencias políticas guatemalteca. Conocida por haber sido la primera mujer en presidir el organismo legislativo en Guatemala, además de ocupar diferentes puestos de gobierno entre los años 1986 al 2004.
Fue escogida por Forbes México entre las "50 mujeres más poderosas de Centroamérica" en 2015 y 2016.
En el ámbito académico ha obtenido postgrados en Derecho de los Pueblos Indígenas, Formación Política (en Alemania), Gerencia Política (en Costa Rica), Organización Política (en Venezuela) y Análisis y Resolución de Conflictos de parte de la Organización de Estados Americanos (en Guatemala).

## Trayectoria política

### Diputada constituyente
Después del golpe de Estado de 1983 en Guatemala, Soberanis se integró al partido Democracia Cristiana Guatemalteca del cual fue secretaria general adjunta y lograron organizarse para participar en la elección a representantes de la  Asamblea Nacional Constituyente, ella, representando a la capital, fue una de las 88 personas que integraron dicho órgano que funcionó del 1 de agosto de 1984 al 14 de enero de 1986 y que promulgó la actual Constitución de Guatemala en el año de 1985.

### En el organismo ejecutivo
Luego de las elecciones generales de 1985 el partido de la Democracia Cristiana Guatemalteca se posicionó como la primera fuerza política de Guatemala en el Congreso de la República ganando 51 curules y también ganó la elección a la presidencia de la República con la candidatura de Vinicio Cerezo quien tomó posesión del cargo el 14 de enero de 1986, ya como presidente la nombró Ministra de Trabajo y ejerció entre los años de 1986 a 1987 por un poco más de 1 año cuando retornó a su labor dentro del congreso pues, también había sido electa como diputada en el año de 1985 para integrar la I legislatura.

### Diputada del Congreso
Derivado que en las elecciones de 1985 ganó una curul ejerció como diputada desde que dejó de ser ministra del organismo ejecutivo a mediados de 1987 hasta el año 1991 cuando venció su período. Pero fue reelecta en las elecciones generales de 1990 para ejercer un período más. El día de la instalación de la II legislatura, fue elegida y se convirtió en la primera mujer en la historia de Guatemala en presidir el Congreso de la República para el período 1991-1992 y fue ella misma quien tomó el juramento y dio posesión a Jorge Serrano Elías como presidente de Guatemala.
Su período como diputada debía finalizar en 1996 pero debido a la crisis política generada por el golpe de Estado de 1993 el congreso tuvo adelantar elecciones legislativas por medio de una reforma a la constitución y en 1994 fueron electos otros diputados para completar esa legislatura y al no presentarse a la elección su ejercicio finalizó en septiembre de 1994.

### Candidatura presidencial
En las elecciones generales de 1999 participó como candidata presidencial por el Frente Democrático Nueva Guatemala, el cual era una coalición de diferentes movimientos progresistas de izquierda obteniendo 28,108 votos (el 1,28% y 6° lugar).

### SigloXXI
En el año 2002 fue nombrada por el entonces presidente Alfonso Portillo como Secretaría Presidencial de la Paz y ejerció dicho cargo de 2002 a 2004.
Trabajó como directora general del Instituto Centroamericano de Estudios Políticos (INCEP) en el 2010 y Coordinadora de la Unidad de Análisis Estratégico del Programa de las Naciones Unidas para el Desarrollo en Guatemala en 2015.
En el año 2015 se comentó como una posible integrante de la terna, para elegir al Vicepresidente de Guatemala, que presentaría Alejandro Maldonado Aguirre al congreso para llenar la vacante que él mismo había dejado al tomar posesión como presidente luego de la renuncia de Otto Pérez Molina, finalmente no fue incluida en dicha lista.